# Corinna chickeringi
Corinna chickeringi är en spindelart som först beskrevs av Lodovico di Caporiacco 1955.  Corinna chickeringi ingår i släktet Corinna och familjen flinkspindlar.
Artens utbredningsområde är Venezuela. Inga underarter finns listade i Catalogue of Life.